# Orgone
Orgone è un termine coniato dallo psichiatra e psicoanalista Wilhelm Reich (1897-1957) per definire un'ipotetica forma di energia che descrisse in alcuni esperimenti pubblicati alla fine degli anni trenta. Egli affermò che l'energia dell'orgone (o energia orgonica) permeava tutto lo spazio, era di colore blu e che certe forme di malattia erano la conseguenza dell'impoverimento o del blocco dell'energia all'interno del corpo.
La teoria dell'orgone è ritenuta inattendibile da tutta la comunità scientifica in quanto incompatibile con le attuali conoscenze scientifiche e priva di conferme sperimentali ed è altresì considerata un esempio di pseudoscienza.
La presunta scoperta di Reich avvenne in seguito ai suoi studi in ambito psichiatrico e sessuale; cercando di trovare una spiegazione per l'origine delle malattie psichiche, ritenne inizialmente che esse fossero dovute a fattori fisici; in seguito si convinse che esistesse una dualità materia/energia, di natura fino a quel momento sconosciuta, che ritenne essere la base della vita, e che le malattie psichiche fossero una patologia di tipo "energetico". Egli battezzò questa forma di energia orgone, in quanto in seguito ipotizzò una correlazione funzionale tra il fluire dell'energia nel corpo umano e l'orgasmo (da cui appunto deriva il termine "orgone").
Concetti simili (ma non identici) all'energia dell'orgone sono l'aura, lo slancio vitale, la kundalini, il prana, l'energia ki, l'accezione New Age di corpo sottile, il corpo eterico, la forza odica, la Forza di Star Wars, la radionica e il magnetismo animale; numerosi aderenti al movimento New Age sostengono che tali energie possano essere imbrigliate e usate a scopo curativo e per ottenere altri effetti benefici.

## L'ipotesi dell'orgone
Reich era un noto allievo di Sigmund Freud, con il quale lavorò a stretto contatto durante i primi anni della sua carriera universitaria e di cui divenne uno degli assistenti. Esercitò a Vienna la professione di psichiatra per svariati anni, fu un ricercatore molto attivo e il suo contributo ai frequenti seminari a cui partecipava lo stesso Freud lo rese per diverso tempo un terapeuta conosciuto e stimato nel nascente settore della psicoanalisi.
Con gli anni e l'accumularsi di insuccessi terapeutici, propri e dei colleghi, Reich ritenne che la "miseria terapeutica" (come la definisce letteralmente egli stesso nei suoi libri) si dovesse al fatto che le teorie di Freud fossero prive della formulazione di un'eziologia plausibile e riscontrabile. Di conseguenza nel 1942 ipotizzò che le malattie psichiche avessero un'eziologia "energetica" e che a questa energia (l'orgone) fossero collegati la sessualità e l'orgasmo.
Reich ipotizzò inoltre che esistesse un dualismo tra materia ed energia e concepì l'orgone come un'energia basilare che avrebbe permeato l'universo: di conseguenza ritenne la sua teoria funzionalmente applicabile anche ad altri ambiti oltre che a quello psichiatrico, quali ad esempio la meteorologia e l'astronomia. Ritenne inoltre che le teorie da lui formulate fornissero una risposta logica a importanti quesiti, quali una definizione scientifica della vita che permettesse di distinguere nettamente tra "animato" e "inanimato".
Nei libri di Reich sono descritti in maniera dettagliata gli esperimenti svolti e i risultati ottenuti, in base ai quali le teorie sull'orgone rivoluzionerebbero una buona parte delle teorie tuttora ritenute valide e basilari, come ad esempio le leggi della gravitazione universale. Il mondo accademico non ha ritenuto attendibili le teorie di Reich, ma i sostenitori della teoria ritengono che per poter trarre conclusioni certe sarebbe necessario ancora molto lavoro scientifico e che l'eventuale prova dell'esistenza dell'orgone richiederebbe inoltre una profonda modificazione culturale per le sue implicazioni sociali, morali e scientifiche.

### Orgone e biologia
Reich osservò al microscopio materia organica disgregata (carbone e altri materiali organici dopo una bollitura) in una soluzione sterile: si sarebbe riscontrata la formazione di vescicole di materia, che avrebbero assunto un movimento pulsatile e un colore verde-azzurro. Reich ritenne che il moto pulsatile di tali particelle in sospensione, ritenute cariche di orgone e in seguito definite "bioni", fosse chiaramente distinguibile dal moto browniano delle particelle inerti; osservò inoltre il loro moto circolare a spirale.
Sulla base di queste osservazioni secondo Reich l'orgone presenterebbe pertanto le seguenti caratteristiche:
- movimento pulsatile (caratteristica comune di tutti gli esseri viventi, il cui esempio più semplice è il battito cardiaco);
- colore verde-azzurro;
- essere attirato dalla materia organica (mentre sarebbe prima attratto e quindi respinto dai metalli);
- movimento circolare secondo una spirale;
- tendenza di piccole quantità ad attrarre quantità maggiori, a differenza delle altre forme di energia.

Secondo la teoria di Reich le forme della materia vivente sarebbero state plasmate dal movimento circolare e pulsante dell'orgone nello spazio. La tendenza dell'orgone ad accumularsi, a differenza di altre forme di energia, consentirebbe l'organizzazione della materia caotica in strutture complesse: l'orgone si accumulerebbe all'interno della materia organica, la quale si organizzerebbe in "orgonomi", fino a portarla a una vera e propria tensione meccanica. Tutti gli organismi viventi sarebbero una sorta di guscio che imprigiona una certa quantità di orgone, il quale manifesterebbe le sue caratteristiche nelle funzioni biologiche meccaniche degli esseri viventi.
L'accumulo di energia orgonica, attratta dalla materia organica che costituirebbe i corpi degli esseri viventi, determinerebbe una tensione meccanica del guscio. Quando la tensione diventi abbastanza forte e la quantità di orgone rilevante, le vescicole (ovvero i bioni) si attrarrebbero, "accoppiandosi” in una vescichetta più grande. L'unione delle due quantità di orgone genererebbe quindi un fenomeno che Reich battezzò "superimposizione": secondo le sue osservazioni dai bioni si formerebbero nel tempo strutture progressivamente più complesse fino alla comparsa di organismi ameboidi. Negli organismi più complessi darebbe invece origine alla tensione orgastica, che si manifesta con l'erezione: la scarica dell'energia accumulata sarebbe data dall'orgasmo mentre la superimposizione darebbe origine in alcuni casi al concepimento e alla formazione dell'embrione.

### Orgone e sessualità
Sulla base delle osservazioni da lui fatte durante la psicoanalisi dei suoi numerosi pazienti, Reich avvertì l'esigenza di dare una spiegazione alle esigenze sessuali degli individui e la trovò nella riproposizione della dualità corpo/energia, come un'altra manifestazione dell'energia orgonica: malgrado le enormi differenze ritenne di aver evidenziato un principio funzionale di base, secondo il quale la naturale carica orgonica a cui ogni organismo vivente sarebbe sottoposto, presto o tardi deve essere scaricata.
Secondo Reich la funzione erettile sarebbe la controparte meccanica dell'accumulo di energia orgonica, da cui la distinzione tra "orgasmo genitale" (l'eiaculazione) e orgasmo sessuale (la scarica di energia in eccesso). L'erezione del pene sarebbe dovuta alla tensione meccanica prodotta dal naturale accumulo di orgone nell'organismo, per poi passare alla fase di massima tensione che si ha durante l'amplesso: la pratica dell'amplesso porterebbe l'organismo alla massima carica possibile fino al raggiungimento dell'acme sessuale, infine con l'orgasmo avverrebbe la scarica seguita dalla distensione.
Reich contestava la funzione riproduttiva generalmente attribuita all'orgasmo dalla biologia, sostituendola con una valenza energetica che si tradurrebbe nei dualismi tensione/erezione e scarica/eiaculazione. Reich ritenne che la scarica di energia sessuale (ovvero di orgone) fosse una necessità improcrastinabile al fine di preservare intatte le funzioni biologiche dell'organismo. Con la sua teoria Reich smentiva l'esistenza di un istinto di conservazione della specie che spinga gli esseri viventi ad accoppiarsi, avendo come meta la riproduzione: secondo la teoria dell'orgone il vero scopo del processo sarebbe la più contingente necessità di conservare il proprio equilibrio energetico e quindi le proprie funzioni biologiche.
Reich attribuiva le nevrosi e tutte le conseguenze fisiche ed energetiche delle stesse all'insoddisfazione orgastica dovuta al fatto che l'energia in eccesso non fosse scaricata completamente. I traumi psicologici affliggerebbero sia il corpo fisico, sia le funzioni orgastiche e Reich, a differenza delle teorie della psicologia a lui contemporanea su quelle che venivano definite psicopatologie, le considerava piuttosto il risultato di traumi vissuti dall'individuo in tutti quei casi in cui le imposizioni culturali ed educative fossero volte a reprimere la necessità di una scarica totale dell'energia in eccesso attraverso l'orgasmo.

#### La morale sessuale coercitiva e la corazza caratteriale/muscolare
Fin dalle prime ricerche Reich sostenne sempre che la maggior parte delle nevrosi mostrassero una particolare struttura stratificata e sviluppò in seguito l'idea che questi "strati" potessero avere una vera e propria connotazione fisica e ostacolassero il naturale fluire dell'orgone (energia) nell'organismo, alterando così il meccanismo naturale di carica/tensione e scarica/distensione. Le stratificazioni non necessariamente ostacolerebbero le funzioni genitali, ma porterebbero progressivamente all'impotenza sessuale, con la conseguente incapacità di liberare completamente l'energia in eccesso e di raggiungere una distensione completa, pur mantenendo la capacità di ottenere l'orgasmo fisico.
In seguito, osservando che risolte alcune nevrosi ne scaturivano altre differenti, formulò l'ipotesi di un effetto a catena. La repressione della scarica orgastica produrrebbe l'accumulo (ovvero la mancata scarica) di una certa quantità di orgone. La parziale quantità di orgone così sfogata ricomparirebbe quindi distorta e sotto forma di pulsione secondaria ovvero una pulsione di carattere patologico. Questa a sua volta genererebbe un meccanismo causa-effetto stratificato, in cui ogni pulsione secondaria genererebbe a sua volta un'altra stratificazione per reprimerla, la quale avrebbe generato a sua volta una pulsione secondaria differente, e ogni pulsione secondaria ne avrebbe generato a sua volta di ulteriori. Una stratificazione sarebbe quindi divenuta la causa di ulteriori stratificazioni, l'insieme delle quali venne denominato "corazza caratteriale" o più semplicemente "corazza". Una conferma della teoria fu ritenuta la completa guarigione di alcuni pazienti, i quali, secondo Reich, avrebbero presentato una corazza poco complessa.
La "corazza caratteriale" (orgone stagnante non scaricato) andrebbe abbinata alla "corazza muscolare" (tensioni muscolari fisiche): Reich sosteneva di poter comprendere dove si trovassero le tensioni muscolari dalla postura assunta dal paziente nelle sue azioni più semplici, e di potere così individuare almeno in parte la catena di pulsioni secondarie che costituivano la corazza per poi tentare di lavorarci sopra.
In questo campo gli studi di Wilhelm Reich sono stati continuati dal suo allievo Alexander Lowen e dalla scuola terapeutica da lui fondata negli anni cinquanta (bioenergetica), che tuttavia non riprese le teorie reichiane sull'orgone, dissociandosi da esse.

### Orgone e cancro
Reich considerò l'insorgere del cancro come la controparte fisica di una biopatia (ovvero una patologia energetica), da ricercarsi nel ristagno dell'energia orgonica in eccesso.
Durante l'osservazione delle colture di bioni riteneva di aver notato delle piccolissime strutture caotiche, in seguito battezzate "bacilli T", che avrebbero causato una continua disgregazione degli organismi più grandi, opponendosi alla naturale ricomposizione della materia disgregata e innescando un meccanismo distruttivo che portava le colture a uno stato putrescente. In seguito a tali osservazioni Reich ipotizzò che probabilmente l'ammasso canceroso fosse il risultato della presenza di bacilli T (formatisi in seguito alla mancanza di orgone dell'organismo), i quali avrebbero impedito il naturale recupero del materiale organico di scarto. A tal riguardo condusse uno studio statistico su un campione di pazienti, dai quali sarebbe risultato che le colture fatte con sangue e tessuti prelevati agli ammalati risultavano positive alla presenza dei bacilli T. Un esperimento di controllo, effettuato con gli stessi criteri su un campione di persone presumibilmente sane, avrebbe invece dimostrato l'assenza di bacilli T nelle colture. Inoltre in un paio di casi risultati invece positivi e di seguito tenuti in osservazione sarebbe stato possibile prevedere l'insorgere del cancro prima che la massa tumorale diventasse visibile.
L'esistenza dei "bacilli T" e le teorie di Reich sull'origine del cancro non sono state minimamente confermate da nessuna ricerca medica accademica, e sono in netto contrasto con quanto è invece sperimentalmente e clinicamente ben conosciuto sulla biologia dei tumori.

### Orgone e i fenomeni naturali
In base alle caratteristiche individuate per l'energia orgonica, Reich ritenne di aver individuato analogie funzionali con una serie di fenomeni naturali, quali le aurore boreali, gli uragani, il moto e la forma dei corpi celesti, e in particolare la forma delle galassie e la forza di gravità. Alcuni fenomeni naturali macroscopici sarebbero il risultato di semplici superimposizioni di flussi di orgone.
Osservando le aurore boreali Reich ritenne che il fenomeno fosse dovuto a flussi cosmici di orgone, a causa della colorazione prevalentemente verde-azzurra delle luci di alta quota e del manifestarsi di un disco, che nei fenomeni più forti compariva sempre nella medesima posizione. Reich osservò che l'angolo di inclinazione del disco rispetto al polo geografico era lo stesso angolo col quale l'asse della rivoluzione terrestre interseca il piano galattico. Per questi motivi Reich postulò che il disco fosse il punto preciso nel quale il flusso di orgone solare effettuerebbe una superimposizione col flusso orgonico galattico.
In seguito, osservando la loro rotazione, ipotizzò inoltre che gli uragani fossero generati dalla superimposizione del flusso orgonico solare e di quello dell'atmosfera terrestre, che sarebbe massimo nella zona tropicale e che la forma a spirale e a disco delle galassie fosse ugualmente determinata dall'orgone.

## Esperimenti sull'orgone
A seguito dell'osservazione di numerosi fenomeni naturali ritenuti rispondenti alle leggi dell'orgone, Reich intraprese una vasta ricerca con lo scopo di dimostrare le potenzialità della sua scoperta e cercando di produrre riscontri pratici nella vita quotidiana. Vennero condotti numerosi esperimenti nei quali venivano utilizzate apparecchiature appositamente inventate sulla base dei principi che Reich riteneva di aver individuato fino a quel momento. Negli ultimi anni gli esperimenti sull'orgone furono compiuti dallo stesso Reich con la sua équipe di ricercatori a Orgonon, una tenuta presso Rangeley nello Stato del Maine (Stati Uniti) che Reich acquistò e battezzò in questo modo come tributo alle sue ricerche. Per lo sviluppo di questo progetto nacque il gruppo "CORE" (acronimo per cosmic orgone engineering, ovvero "(gruppo) di ingegneria dell'orgone cosmico"), a cui fu attribuito il compito di sperimentare il funzionamento di questi dispositivi e i cui risultati furono pubblicati in un apposito bollettino.

### ORAC (accumulatore di orgone)
Reich riteneva che l'energia orgonica fosse attratta dai materiali organici per poi essere trattenuta, mentre sarebbe stata attratta dai materiali metallici per poi essere respinta. L'acqua sarebbe da considerarsi inoltre un veicolo dell'orgone.
Su questa base Reich avrebbe realizzato degli "accumulatori di orgone (detti "ORAC", acronimo per "orgone accumulators"), consistenti in scatole con pareti formate da strati di materiale organico e inorganico: l'opportuna collocazione di questi strati conferirebbe alla materia la capacità di veicolare l'orgone in una sola direzione e pertanto, realizzando una scatola che dovrebbe dirigere l'orgone verso il suo interno, si riteneva che dovesse essere possibile avere una maggiore concentrazione di esso all'interno che all'esterno della scatola. Reich ritenne di aver scoperto che l'accumulo di orgone causerebbe un aumento della temperatura all'interno degli accumulatori orgonici e che i flussi di orgone accompagnerebbero nel loro movimento le cariche elettriche. Di conseguenza si ritenne che la misurazione del "potenziale orgonico" potesse avvenire tramite un comune elettroscopio a foglie d'oro il quale, opportunamente utilizzato, avrebbe assunto la funzione di "orgonometro" ("misuratore di orgone") in conseguenza dell'ipotesi che l'orgone avesse la proprietà di veicolare le cariche elettriche all'interno del metallo.

### "Cloud buster"
Reich avrebbe inventato in seguito anche un altro dispositivo, che chiamò cloud buster (letteralmente "acchiappanuvole"). Questo si sarebbe basato sul principio secondo cui piccoli potenziali di orgone verrebbero attratti verso grandi potenziali. Il dispositivo sarebbe stato “alimentato” tramite un flusso di acqua corrente quale un torrente, che possiederebbe un grande potenziale di orgone: tramite esso Reich riteneva fosse possibile creare un flusso di orgone direzionato che, incrociato con quello naturale atmosferico, poteva produrre le nuvole.

### L'esperimento di ORANUR e il DOR
Tra il 1947 e il 1951 Reich condusse l'"esperimento ORANUR" (acronimo per Orgonomic Anti Nuclear Radiation), che riguardava lo stato di "ipereccitazione" a cui sarebbe stata sottoposta l'"energia orgonica" se a contatto con materiali radioattivi (energia nucleare). In un accumulatore sistemato nella "camera orgonica", venne introdotto un milligrammo di radio. Il presunto effetto dell'esperimento fu diverso da quello che Reich si aspettava: il radio invece di "potenziare" l'"energia orgonica", ne fu potenziato, causando effetti radioattivi letali per gli animali da laboratorio. Questa radioattività avrebbe avuto un raggio di azione di circa 500 m e lo stesso Reich si sarebbe ammalato di dermatite da radiazione..
In seguito a questo esperimento Reich ipotizzò l'esistenza dell'"orgone negativo" o "DOR" (acronimo di "deadly orgone", ovvero "orgone mortale"), che ritenne essere una forma degenerata di orgone: l'energia orgonica a contatto con la radiazione nucleare avrebbe esaurito la propria carica vitale, trasformandosi in modo da assumere proprietà esattamente opposte rispetto a quelle dell'orgone positivo. Secondo Reich il DOR sarebbe stato attirato da acqua e ossigeno ed avrebbe avuto un forte impatto negativo sulle forme di vita. Le circostanze della presunta degenerazione dell'orgone positivo in orgone negativo sarebbero rappresentate dalla presenza di campi elettromagnetici. Tale forma degenerata di energia sarebbe anch'essa catalizzata dal corpo umano e risulterebbe nociva poiché ristagnerebbe nel corpo e promuoverebbe come concausa la formazione o il rafforzamento della corazza. In quantità rilevanti produrrebbe inoltre effetti collaterali visibili, a causa della sua interferenza con le principali funzioni vitali ("malattia DOR").
Secondo Reich, inoltre, l'esperimento avrebbe prodotto una strana sostanza, nera e oleosa, che si sarebbe depositata nel raggio di svariati chilometri da Orgonon, e che venne battezzata "melanor", anch'essa ritenuta nociva per la salute. Le successive indagini portarono inoltre Reich ad ipotizzare che l'inquinamento delle città producesse nubi di "melanor", ovvero alte concentrazioni di DOR erranti, le quali sarebbero state correlabili con la siccità e con vari tipi di malesseri.
Dopo la scoperta del melanor, altre sostanze sarebbero state individuate ("brownite", "orite" e "orene"), che costituirebbero forme "proto-materiali" di DOR (melanor e brownite) o di orgone (orene e orite). In realtà si tratterebbe di normali rocce, diversamente classificate da Reich sulla base delle sole caratteristiche esterne (in particolare il colore) e al di fuori di qualsiasi seria analisi geologica. Reich ipotizzò che tali sostanze fossero una forma differente di DOR e di orgone come materia "proto-atomica" e che nascessero da alte concentrazioni di orgone o di DOR.
In seguito a questo esperimento Reich inventò un nuovo apparecchio, il DOR Buster, che sarebbe costituito da un cloud buster appena modificato, con lo scopo terapeutico di eliminare eventuali accumuli di DOR nel corpo umano.
Dopo la scoperta del DOR Reich attivò diverse serie di operazioni utilizzando i macchinari da lui inventati:
- "OROP", acronimo per operations regarding outern plague, ovvero "operazioni riguardanti la piaga esterna", riguardanti la piaga della siccità e della desertificazione. Riteneva infatti che la siccità fosse causata dagli accumuli di DOR e che tali problemi potessero essere risolti tramite l'impiego ragionato dell'orgone e tramite personale addestrato per condurre le OROP.
- "OREP" (acronimo per operations regarding emotional plague, ovvero "operazioni riguardanti la piaga emozionale"): Reich ipotizzava infatti che malattie di carattere biopatico derivassero da una modifica al normale flusso di orgone nel corpo, causando così, oltre agli effetti già discussi, disturbi di carattere emozionale[15].

## Reich e gli alieni
Nei suoi ultimi anni Reich ha narrato in diverse circostanze di quelle che riteneva le sue esperienze con gli extraterrestri. In particolare in uno dei suoi ultimi libri, Contact With Space, riferisce di un presunto avvistamento con un'astronave aliena, che sarebbe avvenuta il 14 dicembre del 1954, nei cieli sopra il deserto dell'Arizona. Egli, puntando il suo Cloud buster in direzione della sfera luminosa o presunto UFO, avrebbe ricevuto di ritorno un'onda di energia che lo colpì arrecandogli danno e non vi mise poco a riprendersi da quella presunta "risposta" offensiva dell'UFO. Da qui la supposizione che il cloud-buster in qualche maniera avesse infastidito l'UFO che aveva interpretato quel gesto come un attacco.
Reich riteneva gli alieni responsabili del processo di desertificazione della Terra. Secondo lui i veicoli alieni per funzionare producevano conseguentemente DOR.
Inoltre, Reich ipotizzò di poter essere egli stesso frutto di un incrocio con gli alieni:
E possibile che il pianeta Terra ospiti esseri venuti dallo spazio? [...] Sono io forse un uomo dello spazio? Appartengo forse ad una nuova razza terrestre, generata dall'amplesso fra esseri provenienti dallo spazio esterno e donne terrestri? I miei figli sono forse i discendenti della prima specie interplanetaria? [...] Non è affatto impossibile che esseri provenienti dallo spazio esterno siano atterrati (o atterreranno in futuro) sulla Terra, e che, quali che possano essere le loro ragioni, abbiano incominciato a riprodursi qui.
Nel particolare clima culturale e sociale costituitosi negli Stati Uniti degli anni cinquanta, Reich, come molti americani in quegli anni, era stato molto impressionato dalla nuova ondata di avvistamenti di oggetti volanti non identificati. Egli formulò la sua teoria sulla relazione fra orgone e UFO (che egli chiama EA, ossia "energia Alfa") proprio dopo aver letto il best seller di Donald Keyhoe Flying Saucers from Outer Space (1953). E la sua battaglia con gli alieni avvenne solo tre settimane dopo che egli aveva visto La Guerra dei mondi (1953), un film che egli aveva entusiasticamente definito come "un approccio quanto mai realistico all'emergenza planetaria" ("a rather realistic approach to the planetary emergency").

## Influenza nella cultura di massa
Jack Kerouac nel suo capolavoro Sulla strada (1951) parla di orgoni descrivendo l'accumulatore di orgoni come una normale cassa composta da uno strato di legno, uno di metallo e un altro strato di legno.
Nel romanzo e film commedia tratto dal libro Conviene far bene l'amore (1975) di Pasquale Festa Campanile, si immagina un mondo ormai privo di risorse energetiche in cui un eccentrico scienziato idea un apparecchio che ricava energia elettrica dai rapporti sessuali.
Reich e parti della sua biografia sono utilizzate all'interno della trama del romanzo fantastico Il mistero dell'inquisitore Eymerich (1996) di Valerio Evangelisti.
Un episodio della serie a fumetti The Invisibles intitolato Karmageddon: Part 1: Tantrika (Vol. 3 #8): espone alcuni riferimenti alla teoria dell'orgone e li mette in relazione con alcuni principi del marchese de Sade inerenti alla sessualità e alla psiche.
Nello special televisivo Lupin III - L'amore da capo: Fujiko's Unlucky Days, con protagonista il ladro immaginario Lupin III, è incentrato anche sull'"energia Orgone".
Il testo del brano Cloudbusting contenuto nell'album Hounds of Love (1985) di Kate Bush è basato sulla vita di Wilhelm Reich e contiene svariati riferimenti all'energia orgonica. Nel video del singolo, Reich è interpretato da Donald Sutherland.
Nel gioco di ruolo Cthulhutech, l'Orgone è l'energia usata da Psionici e Maghi per usare i loro poteri.
Nell'album Space Ritual del gruppo space rock inglese Hawkwind è presente un brano intitolato Orgone Accumulator.
Il videogioco Redline: Gang Warfare 2066 del 1998 incentra il proprio background sulla riscoperta dell'energia orgonica
Nel film Number 23 (2007) il protagonista, interpretato da Jim Carrey, va a trovare il Dr. French mentre sta finendo di tenere una lezione in cui parla di "Energia orgonica".
Il terzo volume del manga Makyou No Shanana di Hiroshi Yamamoto e Hiroyuki Takanoshi, pubblicato anche in Italia da Ronin Manga con il titolo di Shanana della Giungla (2009), è incentrato sul tema dell'energia orgonica.
Nell'opera teatrale "Il Gioco che tutti giochiamo" di Alejandro Jodorowsky il secondo atto è interamente dedicato alla figura di Wilhelm Reich.

## Riferimenti cinematografici
- Lupin III - L'amore da capo: Fujiko's Unlucky Days

### Altri autori
- Martin Gardner, Nel nome della scienza (Fads and Fallacies in the Name of Science), ed. Transeuropa, Ancona 1998 presentazione ISBN 88-7828-156-5
- Lynne McTaggart, Il campo del punto zero, Macrolibrarsi, 2003